# 新台灣餅舖
新台灣餅舖（英語：New Taiwan Bakery），是台灣嘉義地區最早的一家日式糕餅麵包店。新台灣餅舖前身為日治時代日人吉田秀太郎於明治34年（西元1901年）於諸羅地區創立的「日向屋」(ひゅうがや）。吉田秀太郎逝世後，日向屋改由其姪小林幸太郎接手經營。二次大戰結束後，台灣各地百廢待舉，此時，盡得小林幸太郎製作日式糕點手藝真傳的盧福先生在萬般艱困中，堅持選定舊日向屋原址，取名「新台灣餅舖」後重新開山立業。時至今日，新台灣餅舖已在嘉義地區屹立超過一甲子，也是嘉義地區唯一一家仍保留傳統日式糕點風味的餅舖。

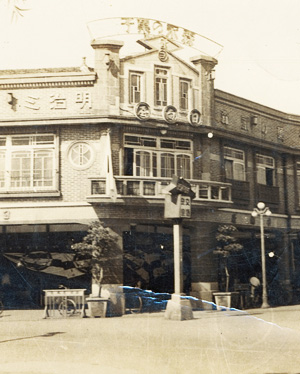
日本明治時代的日向屋本店（新台灣餅舖前身）
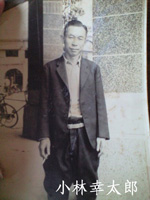
小林幸太郎（日向屋第二代老闆）

## 電影《KANO》重現老店舊景
2014年，馬志翔執導、黃志明及魏德聖監製的電影《KANO》，當年日向屋的舊象曾出現在片中的中央噴水池一景當中。

## 外部連結
- 新台灣餅舖 （页面存档备份，存于）（繁體中文）
- 新台灣餅舖的Facebook專頁